# Crockerella eriphyle
Crockerella eriphyle är en snäckart som först beskrevs av Dall 1919.  Crockerella eriphyle ingår i släktet Crockerella och familjen kägelsnäckor. Inga underarter finns listade i Catalogue of Life.